# Kulturystyka na Igrzyskach Pacyfiku 2007
Wyniki zawodów kulturystycznych podczas Igrzysk Pacyfiku 2007 rozgrywanych w Apii.

## Medaliści
| Konkurencja   | Złoto            | Srebro             | Brąz                |
| Mężczyźni     |                  |                    |                     |
| Do 65 kg      | Joe Kulame       | Maurice TChan      | Tony Sila           |
| Do 70 kg      | Naki Rassmussen  | Allan Yegiora      | Karl Adam           |
| Do 75 kg      | Jack Viyufa      | Gerald Quach       | Puipuia Tii Maposua |
| Do 80 kg      | Tony Ligaliga    | Richard Rosette    | John Waglep         |
| Do 85 kg      | Wilfred Kurua    | Lopeti Tuiono      | Malositele Paetau   |
| Do 90 kg      | Muni Moeleana    | Faleupolu Leiataua | Taliaʻuli Vaka      |
| Powyżej 90 kg | Willy Matautia   | Pierre Frogier     | Reagan Ioane        |
| Kobiety       |                  |                    |                     |
| Poniżej 52 kg | Eleanor Cockburn | Maylene Forcin     | Florence Burke      |
| Powyżej 57 kg | June Mair        | Debra Wilson       | Maima Ah Sha        |